# عبد العزيز غرمول
عبد العزيز غرمول كاتب، قاص، روائي، صحفي، ورجل سياسي جزائري من مواليد 1958 بسطيف.

## مسيرته الصحفية
عبد العزيز غرمول دخل الصحافة في العشرين من العمر. تولى العديد من المناصب في مجال الاتصال، محقق كبير، أسس الجمعية الوطنية للمبدعين (جماعة المعنى) سنة 1993، ثم أسس دار منشورات الغد سنة 1995، وساهم في إطلاق العديد من المبادرات الثقافية الوطنية. وهو من مؤسسي جريدة الخبر المستقلة وأول رئيس تحرير له. في سنة 2008 تولى أيضا إدارة تحرير صحيفة الخبر الأسبوعي وكتب فيها عموده الشهيرنظرة حادة واستمر في ذلك إلى غاية توقفها في 2010.

## مسيرته الأدبية
بدأ عبد العزيز غرمول نشاطه الأدبي مبكرا فقد بدأ بنشر خواطره الأدبية وهو لم يتجاوز الثانية عشرة من عمره بعد وتعد خاطرة المرأة التي ولدت من رحم التاريخ من محاولاته الأدبية الأولى التي بعث بها إلى جريدة النصر بالشرق الجزائري. وهو من الجيل الجديد للرواية الجزائرية، جيل ما بعد الطاهر وطار ورشيد بوجدرة ومحمد ديب. منذ روايته الأولى مقامة ليلية سنة 1993 تفرد بموضوعاته وأسلوبه حيث بدا وكأنه ينشق عنوة عن الرواية السائدة، ويؤسس لنفسه طريقا مختلفا بلوره شيئا فشيئا في قصصه رسول المطر سنة 1994 و سماء الجزائر البيضاء سنة 1995 التي شكلت بعض قصصها روايات مكثفه باهرة.
نشر العديد من الأعمال الأدبية والنثرية، منها «حارة طرف المدينة» مسلسلة بجريدة الخبر، و«نورا» لمريم بان مترجمة عن الفرنسية، و«سلالة الغضب» مجموعة مقالات ثقافية. وخلال سنة 2005 نشر روايتين في نفس الوقت هما «زعيم الأقلية الساحقة» عن دار القصبة، ورواية «عام 11 سبتمبر» عن منشورات المكتبة الوطنية الجزائرية، إلى جانب كتاباته الدائمة في الصحف والمجلات المتخصصة.
شغل منصب رئيس اتحاد الكتاب الجزائريين من سنة 2005 إلى أن قدّم استقالته منه في سنة 2008 احتجاجا على الأوضاع الثقافية قي الجزائر وبسبب صراعه مع وزيرة الثقافة السابقة خليدة تومي.

## عبد العزيز غرمول سياسيا
عبد العزيز غرمول رئيس حزب الوطنيين الأحرار حاليا (تم تأسيس الحزب سنة 2012).

## أعماله الأدبية
- مقامة ليلية (رواية)، منشورات جمعية المعنى/ 1993
- رسول المطر (قصص)، منشورات الغد/ 1994
- سماء الجزائر البيضاء (قصص)، منشورات الغد/ 1995
- ندى والقمر (مسرحية للأطفال). 1996
- زعيم الأقلية الساحقة (رواية)، منشورات دار القصبة/ 2005
- عام 11 سبتمبر (رواية) منشورات المكتبة الوطنية/ 2005
- سلالة الغضب (مجموعة مقالات).
- فضة لمساء بختي (متواليات نثرية)
- اختلاس رواتب الموتي (رواية) - منشورات النهضة- 2015
- مصحة فرانز فانون (رواية) - منشورات النخبة - 2016

## وصلات خارجية
- رسالة عبد العزيز غرمول إلى أدونيس